# Eremascaceae
Eremascaceae är en familj av svampar. Eremascaceae ingår i klassen Eurotiomycetes, divisionen sporsäcksvampar och riket svampar.
|              | Pyrenulales                 |
|              |                             |
|              | Onygenales                  |
|              |                             |
|              | Verrucariales               |
|              |                             |
|              | Eurotiales                  |
|              |                             |
|              | Chaetothyriales             |
|              |                             |
|              | Mycocaliciales              |
|              |                             |
|              | Coryneliales                |
|              |                             |
|              | Ascosphaerales              |
|              |                             |
|              | Arachnomycetales            |
|              |                             |
|              | Monascaceae                 |
|              |                             |
|              | Strigulaceae                |
|              |                             |
| Eremascaceae | \| \| Eremascus \| \| \| \| |
|              | \| \| Eremascus \| \| \| \| |
|              | Amorphothecaceae            |
|              |                             |
|              | Rhynchomeliola              |
|              |                             |
|              | Sarcinomyces                |
|              |                             |
|              | Cyanopyrenia                |
|              |                             |
|              | Calyptrozyma                |
|              |                             |
|              | Arthropycnis                |
|              |                             |
|              | Rhynchostoma                |
|              |                             |
|              | Azureothecium               |
|              |                             |
|              | Eremascus                   |
|              |                             |

|  | Eremascus |
|  |           |